# Procmail
procmail – program typu Mail Delivery Agent (MDA) służący jako filtr poczty mailowej. Jego zastosowanie to m.in. sortowanie przychodzących maili do różnych katalogów oraz odfiltrowywanie spamu.
Autorem programu procmail jest Stephen R. van den Berg. Został wydany 7 grudnia 1990. Procmail to oprogramowanie stabilne, ale nie jest już rozwijane. 

## Reguły
Program procmail odczytuje pliki z regułami, które zawierają logikę dopasowań przetwarzanej poczty do spodziewanych zachowań. Reguły zawierają najczęściej rozmaite wyrażenia regularne, które próbują zostać dopasowane do nagłówków lub treści poczty.
Przykład nr 1. Wiadomość, która w polu nadawcy zawiera ciąg Wikipedia, a w temacie "pilne" zostanie zapisana we wskazanym pliku.
```
:0
* ^From.*wikipedia
* ^Subject:.*pilne
plik_z_pilnymi_mailami_od_Wikipedii

```

Przykład nr 2. Wiadomość, która została wysłana na adres "moja_skrzynka@example.com" i zawiera w temacie słowo "raport" zostanie przesłana na inny wybrany adres.
```
:0
* ^TO_moja_skrzynka@example.com
* ^Subject:.*raport
! raporty@example.com

```